# Eriocaulon meiklei
Eriocaulon meiklei är en gräsväxtart som beskrevs av Harold Norman Moldenke. Eriocaulon meiklei ingår i släktet Eriocaulon och familjen Eriocaulaceae. IUCN kategoriserar arten globalt som otillräckligt studerad. Inga underarter finns listade i Catalogue of Life.